# Moineau des saxaouls
Passer ammodendri
Vous lisez un « article de qualité » labellisé en 2011.
Espèce
Statut de conservation UICN

 LC  : Préoccupation mineure
Le Moineau des saxaouls (Passer ammodendri) est une espèce de passereaux de la famille des Passeridae vivant en Asie centrale. Long de 14 à 16 centimètres et pesant de 25 à 32 grammes, c'est l'un des plus grands moineaux. Les deux sexes ont un plumage allant du gris au beige. Les pattes beige à beige rosé. Les femelles ont un plumage et un bec moins voyants, sans les bandes noires qui ornent la tête du mâle. Les marques sur la tête observées chez les deux sexes sont suffisamment distinctives pour que ce moineau ne puisse être confondu avec aucun autre oiseau. On connaît peu de choses sur ses vocalisations, à part un appel relativement doux et musical, un chant et un cri en vol.
Son comportement est méconnu. Il se tient souvent caché dans le feuillage et se nourrit dans les arbustes et sur le sol. Il mange principalement des graines ainsi que des insectes pendant la période de nidification et lorsqu'il est oisillon. En dehors de la période de reproduction, il vit en bandes errantes, mais il est moins sociable que tous les autres moineaux en période de reproduction, restant souvent en couples isolés pour nidifier. Les nids sont des boules faites de matière végétale sèche et doublées de matériaux doux, tels que des plumes. Ils sont construits dans des trous d'arbres, des talus, des pentes rocheuses et au sein de structures artificielles ou de nids d'oiseaux de proie. La femelle pond cinq ou six œufs et a généralement deux couvées dans une saison. Les deux parents construisent le nid et prennent soin des œufs et des jeunes.
Trois sous-espèces sont distinguées, différant par la tonalité d'ensemble de leur plumage et l'entrelacement des dessins sur la tête de la femelle. La sous-espèce ammodendri vit dans l'ouest du territoire des Moineaux des saxaouls, tandis que les sous-espèces stoliczkae et nigricans se rencontrent dans l'est. Cette répartition se fait sur six zones probablement disjointes en Asie centrale, du centre du Turkménistan au nord du Gansu en Chine. Oiseau des déserts, le Moineau des saxaouls apprécie les zones où poussent les arbustes comme les saxaouls, près des rivières et des oasis. Bien qu'il ait perdu une partie de son territoire par suite de la destruction de ses habitats par l'agriculture, il n'est pas sérieusement menacé par les activités humaines.

## Description

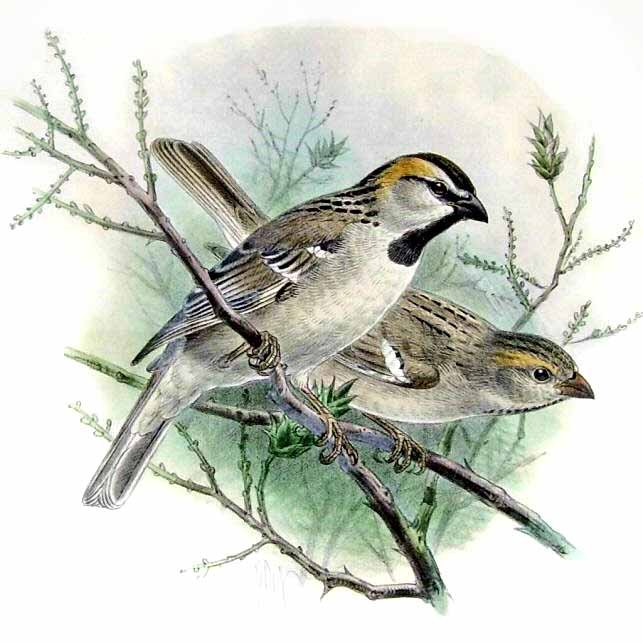
Couple représenté par Henry Eeles Dresser ; mâle au premier plan, femelle derrière.

Le Moineau des saxaouls est l'un des plus grands moineaux avec une longueur de 14 à 16 centimètres et un poids de 25 à 32 grammes. La longueur de ses ailes varie de 7,1 à 8,1 centimètres, celles des mâles étant généralement plus grandes. La queue est courte, mesurant entre 6,3 et 7 centimètres. Les pattes sont beiges à beige rosâtre, avec une longueur du tarse de 2 centimètres. Le bec fait de 1 à 1,3 centimètre de long, est gris pâle chez le jeune, jaune pâle avec la pointe noire chez la femelle reproductrice et noir chez le mâle reproducteur. Comme tous les autres moineaux, il vole rapidement et souvent en hauteur,.
Des signes distinctifs, en particulier sur sa tête, en font un moineau peu susceptible d'être confondu avec un autre oiseau. Il est de couleur terne, avec un plumage allant du gris au beige, variant aussi bien entre les sous-espèces qu'en leur sein,. Les oiseaux de la sous-espèce ammodendri sont couleur sable, ceux de la sous-espèce nigricans sont un peu plus sombres tandis que ceux de la sous-espèce stoliczkae sont bruns ou roux. Les oiseaux de la sous-espèce stoliczkae et ceux de la sous-espèce ammodendri vivant au sud-ouest de leur territoire diffèrent également des autres ammodendri par leur absence de rayures sur le croupion et les tectrices sus-caudales. Les oiseaux vivant en Mongolie ont un bec plus large et épais et de larges traînées bleuâtres sur leur poitrine,.
Le Moineau des saxaouls mâle a des marques bien visibles, avec une raie noire sur le dessus de la tête et une autre au niveau des yeux. Il a une bavette noire descendant sur le ventre. Par rapport à d'autres moineaux, celle-ci est plus étroite au niveau du cou mais plus large sur la poitrine. Le mâle a une tache rousse voyante sur les côtés de la couronne et de la nuque. Ses joues sont gris pâle ou chamois et ses parties inférieures sont blanchâtres, teintées de chamois ou de gris sur les côtés. Son dos est gris ou brun, strié de noir de façon variable. Ses épaules sont plus légèrement striées de bandes noires. La queue du mâle est fine et brune, avec les bords et l'extrémité des plumes plus pâles. Les couvertures médianes sont noires avec une pointe blanche, tandis que les autres plumes de ses ailes sont brun foncé, cannelle ou noires avec la pointe chamois, blanche ou gris clair. Le plumage internuptial du mâle est légèrement plus pâle.
La femelle est assez semblable au mâle, mais plus pâle et plus terne. Elle est sable, grise ou brune, avec un dos à motif analogue à celui des mâles et un ventre blanc. La tête des femelles des sous-espèces ammodendri et nigricans est grise avec des taches plus sombres sur le front, derrière les yeux et sur la gorge. La femelle de la sous-espèce stoliczkae est chamois-brun avec une gorge blanche, un sourcil pâle bien visible, un front plus sombre et les joues claires. Le juvénile est semblable à la femelle, n'en différant que par l'absence de reflets sombres sur la gorge et la couronne. Chez l'adulte, la mue commence en juillet et se termine à la fin août ou au début septembre. La mue post-juvénile est complète, et se produit entre juin et août.
On connaît peu de choses sur ses vocalisations,. Son appel commun est un pépiement, transcrit sous forme de tchirp tchirp, plus doux et mélodieux que celui du Moineau domestique,,. Il a un cri en vol transcrit par twirp et un chant dont le naturaliste russe V.N. Shnitnikov dit qu'il n'est « pas très fort, mais agréablement mélodieux avec des intonations assez diversifiées »,.

## Écologie et comportement

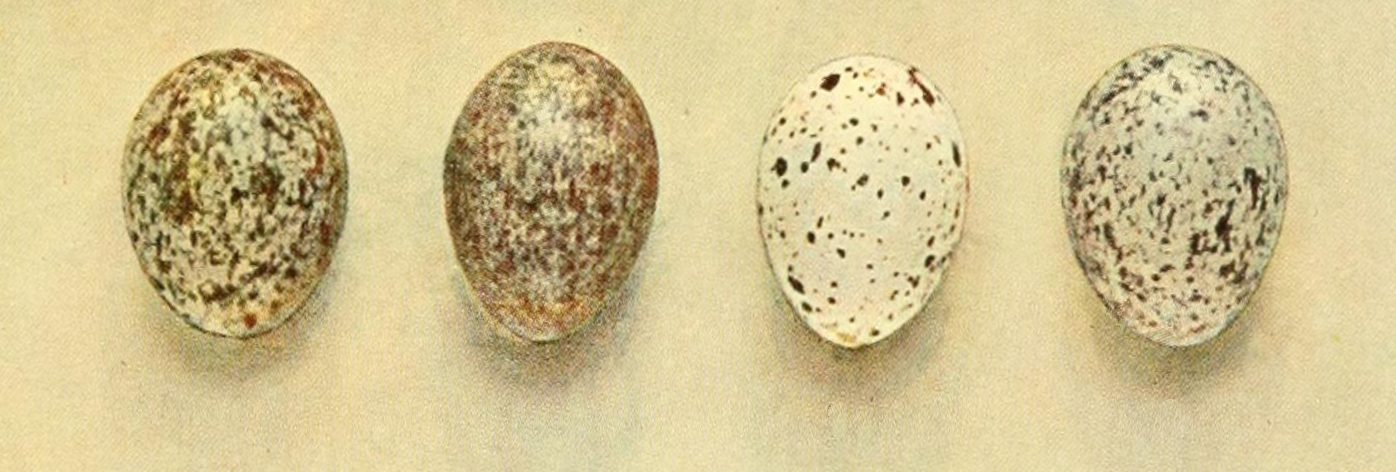
Les quatre œufs ramassés par Nikolaï Zaroudny dans la région transcaspienne.

On sait peu de choses sur le mode de vie du Moineau des saxaouls, en raison de son habitat difficilement accessible. Il est farouche dans de nombreux endroits et passe beaucoup de temps caché dans le feuillage, mais on a signalé que les oiseaux vivant en Mongolie étaient « plutôt confiants »,. En dehors de la période de reproduction, il est sociable, et peut former des groupes allant jusqu'à cinquante oiseaux, parfois associés au Moineau friquet, au Moineau espagnol et au Moineau domestique.
Dans certaines régions, il fait de petites migrations locales. Au printemps, les oiseaux s'apparient au sein du groupe avant de se disperser en avril. Les graines, en particulier celles du saxaoul, constituent le plus gros de son alimentation, mais il consomme aussi des insectes, en particulier pendant la nidification, le plus souvent des scarabées, des sauterelles, et des chenilles. Il se nourrit dans les arbres et sur le sol,. Dans une étude sur les insectes entrant dans l'alimentation des oisillons dans la vallée de la rivière Ili, on a constaté que les principaux insectes consommés étaient des coléoptères, les charançons et les coccinelles représentant respectivement 60 et 30 % de leur alimentation. En raison de son habitat et de la rareté des cultures dans le désert, il n'est pas un nuisible pour l'agriculture,. Là où l'eau n'est pas disponible, il peut voler plusieurs fois par jour sur de longues distances pour aller boire,.
Le Moineau des saxaouls est moins social que tous les autres moineaux en période de reproduction, en raison de son habitat sec et du choix de ses lieux de nidification, les trous d'arbres et les talus. Il niche généralement de façon isolée mais aussi parfois en petits groupes, avec des membres de sa propre espèce ou avec des Moineaux domestiques ou friquets. La saison de reproduction est courte, finissant au plus tard de mai à juillet, avec la plupart des jeunes nés d'avril à juin. Fait inhabituel pour un moineau, il n'a pas été signalé comme nichant à ciel ouvert dans les branches, bien que cela puisse être dû simplement à l'absence de documents publiés à ce sujet. Les nids sont souvent construits dans des cavités d'arbres, où ils sont parfois très proches les uns des autres. Les autres lieux de nidification sont les talus et les pentes rocheuses mais on a retrouvé de ses nids dans les nids d'oiseaux de proie, les bâtiments désaffectés, les murs et les pylônes électriques,,, Les nids dans des structures bâties par l'homme sont de plus en plus fréquents, les grands arbres de son habitat ayant disparu. Les nids peuvent être aussi construits assez près du sol, surtout quand ils sont édifiés dans les arbres.
Les nids sont des espèces de boules, avec une entrée sur le côté ou le haut. Ils sont faits d'herbes, de racines et d'autres matières végétales et sont doublés de plumes, de poils et de végétaux doux,,. Le nid est principalement édifié par la femelle bien que le mâle puisse participer activement à sa construction,. Les couvées comptent typiquement cinq ou six œufs et la normale est de deux couvées par an. Les œufs sont grands, ovoïdes, légèrement pointus à une extrémité. Ils sont brillants, de couleur blanche et parsemés de gris et de rouille, ou de brun et jaune,,. Dans certaines couvées, un œuf est nettement plus pâle que les autres. Quatre œufs récoltés par Zaroudny dans la région transcaspienne avaient une taille moyenne de 1,9 × 1,4 centimètre. Les femelles jouent le rôle principal dans l'incubation des œufs mais on peut aussi souvent voir couver les mâles. Les deux parents nourrissent les jeunes, toutes les 4 à 12 minutes,. Les jeunes qui ont quitté le nid restent à proximité jusqu'à ce que, bien après leur mue, ils partent pour les zones d'hivernage, suivis par les adultes.

## Habitat

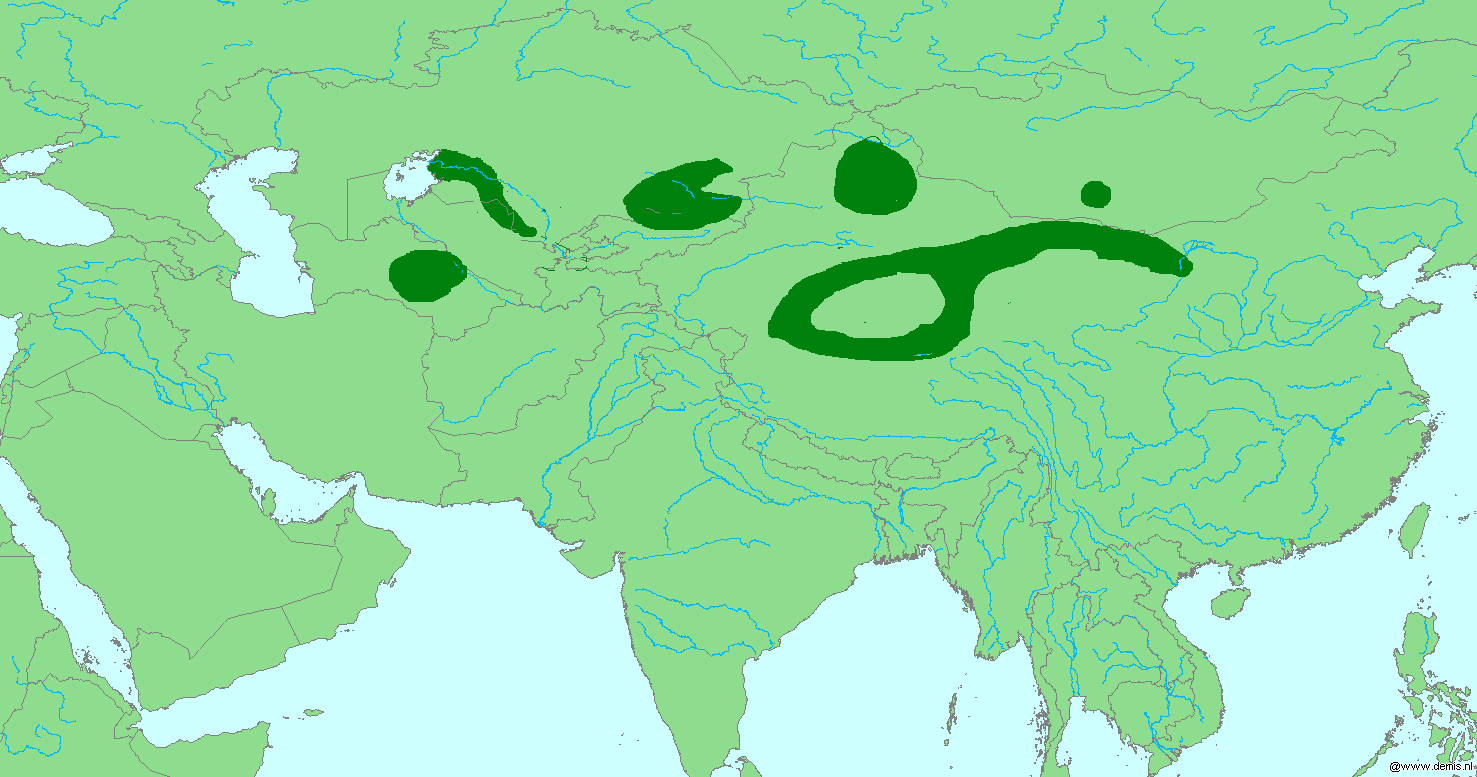
Répartition approximative du Moineau des saxaouls.

Le Moineau des saxaouls vit dans des régions difficiles d'accès d'Asie centrale, où il semble se répartir sur six zones distinctes, même si ce fait est incertain en raison de la rareté des publications à ce sujet. On le trouve dans les déserts, en particulier près des rivières et des oasis. Il vit habituellement autour des arbustes tels que les saxaouls (nom donné à certaines espèces d'Haloxylon), les peupliers (Populus) ou les tamaris (Tamarix). Parfois, on les trouve en colonies autour des champs de céréales, surtout pendant l'hiver,,. Il n'est pas considéré comme menacé, car il est signalé localement comme commun dans une large partie de son territoire et il est donc estimé de « Préoccupation mineure » (LC) sur la liste rouge de l'Union internationale pour la conservation de la nature. Toutefois, il semble avoir perdu une grande partie de son aire de répartition par suite de l'intensification de l'agriculture et de la désertification causée par le surpâturage,,,.

## Taxinomie

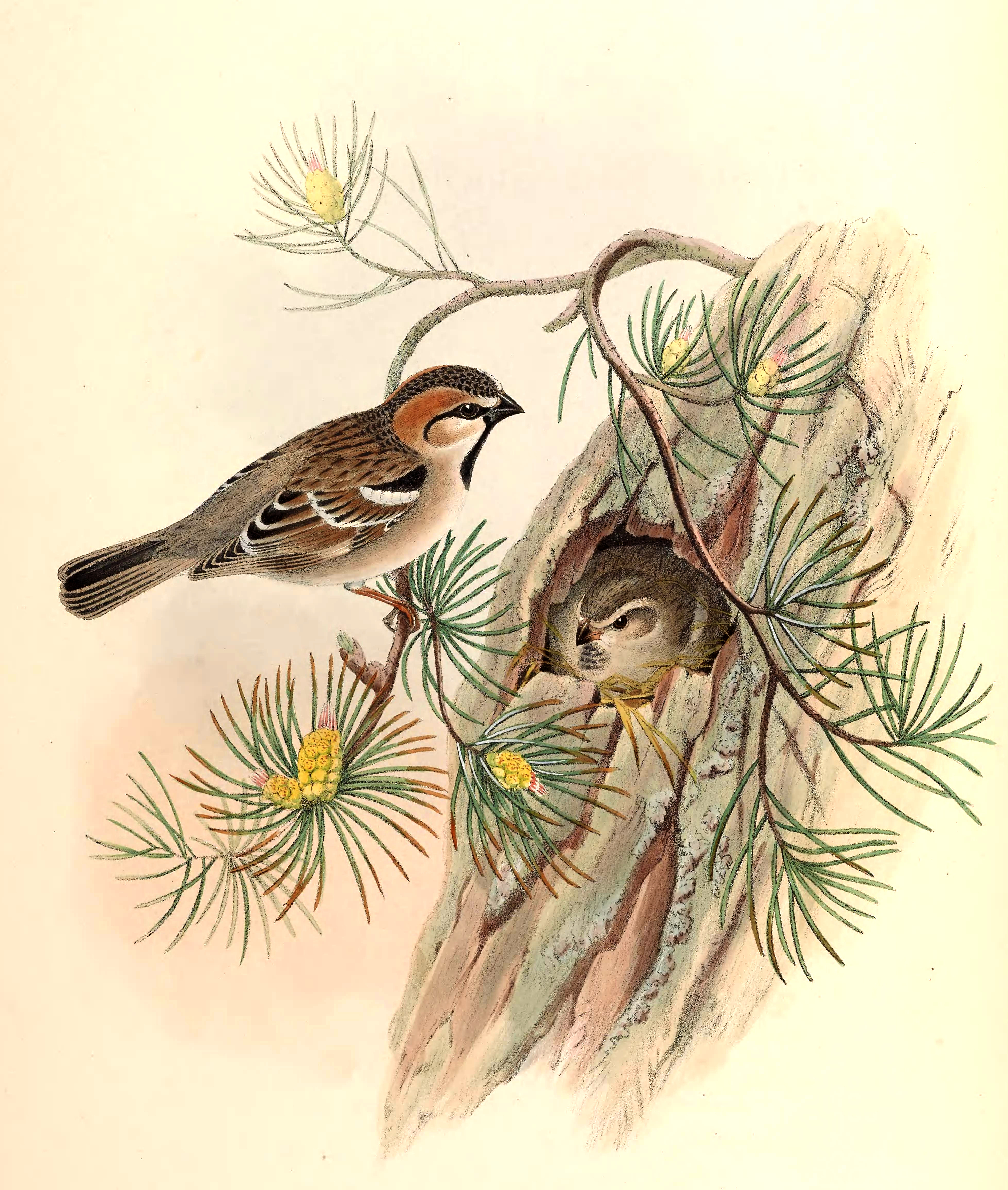
Illustration représentant un couple de Moineaux des saxaouls par Henry Constantine Richter pour le livre de John Gould : The Birds of Asia.

Le Moineau des saxaouls a été décrit pour la première fois par le zoologiste anglais John Gould dans son livre paru en 1872 The Birds of Asia (« Les Oiseaux d'Asie ») à partir d'un échantillon prélevé près de Kyzylorda, aujourd'hui dans le sud du Kazakhstan, par le naturaliste russe Nikolaï Severtsov,,,. Severtzov avait prévu de décrire l'espèce sous le nom de Passer ammodendri depuis plusieurs années et avait distribué et exposé des échantillons de cette espèce dans plusieurs musées. Un spécimen tombe entre les mains de Gould qui se dépêche d'en publier une description. Severtzov décrit l'espèce en 1873, mais la description de Gould avait la priorité sur celle de Severtzov,. Le nom ammodendri se réfère à son habitat désertique, il provient du nom de l'Ammodendron, une espèce d'acacia du désert dont le nom dérive du grec ancien άμμος (ammos, « sable ») et δένδρον (dendron, « arbre »). Le nom vernaculaire fait référence à l'arbre appelé saxaoul, avec lequel il est étroitement associé. Il est classé dans le genre Passer avec le moineau domestique et une vingtaine d'autres espèces même si un genre Ammopasser a été créé pour lui par Nikolaï Zaroudny en 1890,.
Ses relations ne sont pas claires avec les autres espèces au sein du genre Passer, même si son bavoir noir l'a généralement fait considérer comme faisant partie des « moineaux à bavette noire de l'écozone paléarctique » dont fait partie le Moineau domestique. James Denis Summers-Smith a estimé que les moineaux de la zone paléarctique avaient divergé il y a environ entre 25 000 et 15 000 ans, au cours de la dernière période glaciaire. Pendant ce temps, des moineaux se sont trouvés isolés dans des refuges libres de glace, comme certaines régions de steppe d'Asie centrale, et ont évolué de leur côté ; Summers-Smith a suggéré que c'était le cas du Moineau des saxaouls. La génétique et les preuves fossiles suggèrent une origine beaucoup plus ancienne pour cette espèce de Passer, remontant peut-être au Miocène et au Pliocène, comme suggéré par Luis Allende et ses collègues dans leur analyse phylogénétique datant de 2001 de l'ADN mitochondrial. Cette analyse suggère également que le Moineau des saxaouls peut être une ramification précoce ou une espèce de base dans son genre, un parent de certains passereaux africains, comme le Moineau gris. Si le Moineau des saxaouls est apparenté à ces espèces, soit il a vécu autrefois dans les déserts d'Afrique et d'Arabie, soit ces deux espèces de moineaux sont d'origine africaine.

Diagrammes des plumages nuptiaux des mâles des sous-espèces ammodendri (à gauche) et stoliczkae (à droite).

On ne le trouve qu'en Asie centrale, où vivent dans six régions disjointes au moins trois sous-espèces de Moineaux des saxaouls. La sous-espèce type Passer ammodendri ammodendri habite trois de ces zones, l'une est le bassin du Syr-Daria au Kazakhstan et en Ouzbékistan, une autre au sud du lac Balkhach et au nord d'Almaty, où il n'est commun que dans la vallée de la rivière Ili. Dans la troisième, il est parfois reconnu comme la sous-espèce korejewi, où on le rencontre sporadiquement dans les régions centrales du Turkménistan, d'Iran, et peut-être d'Afghanistan, les oiseaux migrant vers le sud pendant l'hiver,,. La sous-espèce dénommée stoliczkae — d'après Ferdinand Stoliczka — a été scientifiquement décrite par Allan Octavian Hume en 1874, à partir de spécimens recueillis par Stoliczka dans le Yarkand. Cette sous-espèce est séparée des deux autres par les montagnes du Tian Shan. On la trouve dans une large bande allant de la Chine au Kachgar à l'extrême ouest de la Mongolie-Intérieure, à travers les zones autour du désert du Taklamakan (mais probablement pas dans le désert lui-même, trop inhospitalier), et à travers l'est du Xinjiang, dans le nord du Gansu et la frange sud de la Mongolie,,. Dans l'extrême ouest du désert de Gobi, on trouve une population isolée, séparée des autres stoliczkae par les monts Gurvan Saikhan Uul, qui est parfois considérée comme une sous-espèce particulière, timidus,,. La sous-espèce nigricans, décrite par l'ornithologue Leo Stepanian en 1961, vit dans la vallée de la Masi dans le nord du Xinjiang,.